# 1888
| 1888                                                         |
| ------------------------------------------------------------ |
| Dødsfald - Fødsler                                           |
| • Begivenheder • Film • Litteratur • Musik • Politik • Sport |

| Gregoriansk kalender | 1888 MDCCCLXXXVIII      |
| Ab urbe condita      | 2641                    |
| Armensk kalender     | 1337 ԹՎ ՌՅԼԷ            |
| Kinesiske kalender   | 4584 – 4585 丁亥 – 戊子 |
| Etiopisk kalender    | 1880 – 1881             |
| Jødisk kalender      | 5648 – 5649             |
| Hindukalendere       |                         |
| - Vikram Samvat      | 1943 – 1944             |
| - Shaka Samvat       | 1810 – 1811             |
| - Kali Yuga          | 4989 – 4990             |
| Iransk kalender      | 1266 – 1267             |
| Islamisk kalender    | 1306 – 1307             |

Konge i Danmark: Christian 9. 1863-1906
Se også 1888 (tal)

## Begivenheder

### Udateret
- Grønlands indlandsis bliver for første gang krydset af en ekspedition ledet af Fridtjof Nansen.
- Símun í Vági brygger sin første Föroya Bjór, i dag den dominerende øl på Færøerne.
- Den Nordiske Industri-, Landbrugs- og Kunstudstilling i Kjøbenhavn 1888 var en af årets store danske begivenheder.
- American Shetland Pony Club stiftedes.
- Trekejseråret i Tyskland.

### Marts
- 6. marts - Danmark sætter kulderekord i marts med -27,0 °C målt ved Holbæk
- 22. marts - English Football League bliver grundlagt

### Maj
- 18. maj - Den nordiske Industri-, Landbrugs- og Kunstudstillings åbningsfest
- 28. maj – Celtic FC spiller første kamp mod Rangers FC de vinder 5-2

### Juni
- 15. juni – Wilhelm 2. bestiger den tyske kejsertrone
- 20. juni - fejring af 100 års dagen for Stavnsbåndets ophævelse

### August
- 21. august - amerikaneren William Seward Burroughs udtager patent på den første regnemaskine
- 31. august - Mary Ann Nichols findes død som det første kendte offer for Jack the Ripper
- August-november – Massemorderen Jack the Ripper hærger i London

### September
- 4. september - Kodak-navnet bliver registreret denne dag af George Eastman i staten New York i USA. Han fik samtidig patent på sit rulle-filmkamera
- 8. september - krydseren Valkyrien bliver søsat
- 19. september - 18-årige Bertha Soucaret, en kreolerkvinde fra Guadeloupe, bliver verdens første skønhedsdronning. Præmien er 5000 francs
- 22. september - enhederne 'ohm', 'volt' og 'ampere' gøres officielle på The Electrical Conference i Paris
- 30. september - Jack the Ripper myrder Liz Stride og Kate Eddowes (ofre nr. 3 og 4)

### Oktober
- 9. oktober - Washingtonmonumentet i Washington D.C. åbner officielt for publikum
- 29. oktober – De europæiske stormagter underskriver traktat om Suezkanalen, som får international status

### November
- 9. november - Marry Kelly bliver fundet død. Hun er den sidste kendte offer for morderen Jack the Ripper

### December
- 23. december - maleren Vincent van Gogh skærer sit ene øre af efter et skænderi med sin ven og kollega Paul Gauguin

## Født
- 1. Januar – John Garand, amerikansk våbendesigner. (død 1974).
- 18. januar – Thomas Sopwith, engelsk luftfart pioner og sejlsportsmand (død 1989).
- 25. januar – Albert Luther, dansk skuespiller. (død 1962).
- 13. februar – Georg Papandreou, græsk politiker og tre gange ministerpræsident, fader til senere ministerpræsident Andreas Papandreou; han dør i 1968.
- 18. februar – J. Chr. Jensen-Broby, dansk politiker og landmand (død 1976).
- 15. marts – Sophus "Krølben" Nielsen fodboldspiller, (død 1963).
- 26. april – Olaf Henriksen, dansk professionel baseballspiller (død 1962).
- 6. maj - Christiane Reimann, dansk sygeplejerske (død 1979).
- 11. maj – Irving Berlin, amerikansk komponist og tekstforfatter (død 1989).
- 13. maj – Inge Lehmann, dansk seismolog (død 1993).
- 19. maj - Jørgen Jørgensen, dansk højskolemand, politiker og minister (død 1974).
- 8. juni - Poul Schierbeck, dansk komponist og organist (død 1949).
- 15. juli – Svend Bille, dansk skuespiller (død 1973).
- 23. juli – Raymond Chandler, amerikansk forfatter (død 1959).
- 12. august – Prins Axel, dansk prins (død 1964).
- 5. september – Sarvepalli Radhakrishnan, Indiens præsident 1962-1967 (død 1975).
- 4. november – Otto Gelsted, dansk digter (død 1968).
- 23. november – Harpo Marx, skuespiller, den harpespillende ikke-talende af Marx Brothers. Død i 1964.
- 24. november – Cathleen Nesbitt, engelsk skuespillerinde (død 1982).
- 15. december – Kaare Klint, dansk arkitekt og møbeldesigner. Han dør i 1954.
- 28. december – F. W. Murnau, tysk filminstruktør. (død 1931)

## Dødsfald
- 9. marts – Wilhelm I, tysk kejser (født 1797).
- 12. marts – Carl Wiibroe, dansk bryggeriejer (født 1812).
- 15. juni – Frederik III, tysk kejser, dør efter tre mdrs. regering (født 1831).
- 14. august – C.C. Hall, tidl. dansk konseilspræsident (født 1812).